# Милая Фрэнсис
«Милая Фрэнсис» (англ. Frances Ha — «Фрэнсис Ха») — американская чёрно-белая трагикомедия режиссёра Ноя Баумбаха, вышедшая на экраны в 2012 году. Премьерный показ фильма состоялся 1 сентября 2012 года на фестивале Telluride Film Festival. Фильм получил крайне высокие оценки кинокритиков, был включен в ряд списков лучших фильмов года, а исполнительница главной роли Грета Гервиг выдвигалась за актёрскую работу на премию «Золотой глобус».

## Сюжет
Главная героиня — 27-летняя жительница Нью-Йорка Фрэнсис Халладэй, проживающая в квартире своей подруги Софии. Не имея способностей к танцам, тем не менее пытается получить работу профессиональной танцовщицы. Однако всякий раз в этом начинании её постигают неудачи.

## В ролях
| Персонаж | Актёр / Актриса |
| -------- | --------------- |
| Фрэнсис  | Грета Гервиг    |
| София    | Мики Самнер     |
| Дэн      | Майкл Эспер     |
| Лев      | Адам Драйвер    |
| Бэнджи   | Майкл Зеген     |
| Рэйчел   | Грейс Гаммер    |
| Джанель  | Джульет Райлэнс |

## Критика
Фильм был положительно воспринят большинством мировых кинокритиков: на Rotten Tomatoes рейтинг фильма составляет 92 % на основании 158 отзывов. Рейтинг кинозрителей на сайте IMDB — 7,5 из 10.

Неоднократно было отмечено влияние Французской новой волны, в особенности Трюффо, а также Каракса и Джармуша. Ной Баумбах был назван пост-Вуди Алленом, 
который снимает свой «Манхэттен» и «Энни Холл» одновременно, только рефлексирующий городской невротик тут девушка и Баумбах намеренно избегает любовной линии, чтобы ни у кого язык не повернулся назвать «Фрэнсис Ха» романтической комедией.
Другой кинообозреватель отмечал по поводу чёрно-белого стиля съёмки:
С одной стороны, картина выигрывает от серого Нью-Йорка, подчеркивающего житейские неурядицы героини. С другой стороны, черно-белое изображение в кино XXI века воспринимается как пижонский прием, и это бьет по тому откровенному и исповедальному настроению, которое «Милая Фрэнсис» пытается создать.
«Милая Фрэнсис» номинирована на премию «Независимый дух» за лучший фильм и лучший монтаж, а также на премию «Бодил» за лучший американский фильм и на Премию британского независимого кино за лучший международный независимый фильм. Грета Гервиг, исполнившая роль главной героини Фрэнсис, номинировалась на «Золотой глобус» 2014 года за лучшую женскую роль.
| Премия            | Категория                                | Номинант                                              | Результат |
| ----------------- | ---------------------------------------- | ----------------------------------------------------- | --------- |
| «Золотой глобус»  | Лучшая женская роль — комедия или мюзикл | Грета Гервиг                                          | Номинация |
| «Выбор критиков»  | Лучшая актриса в комедии                 | Грета Гервиг                                          | Номинация |
| «Независимый дух» | Лучший фильм                             | Ноа Баумбах, Скотт Рудин, Лила Якоб, Родриго Тейшейра | Номинация |
| «Независимый дух» | Лучший монтаж                            | Дженнифер Лэйм                                        | Номинация |